# Мијас
Мијас (рус. Миасс) град је у Русији у Чељабинској области. Према попису становништва из 2025. у граду је живело 147.000 становника.

## Становништво
Према прелиминарним подацима са пописа, у граду је 2010. живело 151.812 становника, 6.608 (4,17%) мање него 2002.
| 1939.  | 1959.  | 1970.   | 1979.   | 1989.   | 2002.   | 2010.   |
| ------ | ------ | ------- | ------- | ------- | ------- | ------- |
| 37.685 | 99.043 | 131.331 | 150.179 | 167.839 | 158.420 | 151.751 |